# كلارك بيرد
كلارك بيرد (بالإنجليزية: Clarke Beard)‏ هو منافس ألعاب قوى أمريكي، ولد في 29 نوفمبر 1884، وتوفي في 1978 في غارنر في الولايات المتحدة.

## وصلات خارجية
- كلارك بيرد على موقع أوليمبيديا (الإنجليزية)